# Something Like a Bird
Something Like a Bird ist ein Jazzalbum, das 1980 von Atlantic Records unter dem Namen von Charles Mingus posthum veröffentlicht wurde. Die Aufnahmen entstanden in den  Atlantic Studios, New York City am 18. Januar 1978 („Something Like a Bird (Parts 1 & 2)“ und am 23. Januar 1978 („Farewell Farwell“). Die Veröffentlichung der Aufnahmen auf Compact Disc erfolgte 2013.

## Hintergrund
Krankheitsbedingt konnte Charles Mingus (der im Januar 1979 starb) als Musiker an den Aufnahmen seiner beiden letzten Atlantic-Alben nicht mehr mitwirken. Obwohl  Mingus zu dieser Zeit schon im Rollstuhl saß, überwachte er die Aufnahmesitzungen, die zu dieser LP und Me Myself an Eye führten. So war Mingus auch am 23. Januar bei der Aufnahme von „Farewell Farwell“ als Leiter und Arrangeur anwesend. Die Orchesterleitung hatte Paul Jeffrey, der Mingus auch bei der Uraufführung von  „Three Worlds of Drums“ und „Something Like a Bird“ auf dem Newport Jazz Festival in Saratoga Springs unterstützen sollte.
Die Aufnahmen zu Something Like a Bird erfolgten einen Tag vor „Three Worlds of Drums“, erschienen auf dem Vorgängeralbum Me Myself an Eye (1979), daher ist die Besetzung weitgehend identisch.
Die Musik in diesem Set besteht aus einer 27-köpfigen Band (einschließlich 11 Saxophonen und vier Gitarren) für das 31-minütige „Something Like a Bird“ und einem kleineren 21-köpfigen Orchester (nur neun Saxophone und drei Gitarren) für „Farewell Farwell“. Es spielten Randy Brecker, Mike Davis (Trompete), Jack Walrath (der auch arrangierte), Slide Hampton, Jimmy Knepper sowie die Saxophonisten Ken Hitchcock, Lee Konitz, Charles McPherson, Akira Ohmori, George Coleman, Dan Block, Michael Brecker, Ricky Ford, Pepper Adams, Ronnie Cuber, Craig Purpura. Der Rhythmusgruppe gehörten Kenny Werner (E-Piano), Bob Neloms (Piano), Larry Coryell, Ted Dunbar, Danny Toan, Jack Wilkins (Gitarre), Eddie Gomez, George Mraz (Bass), Joe Chambers, Dannie Richmond (Schlagzeug) und Ray Mantilla (Perkussion) an.
Das Album erreichte einen Spitzenplatz auf Platz 37 der Billboard Jazz Albums-Charts.

## Titelliste
- Charles Mingus – Something Like a Bird (Atlantic – SD 8805)[2]

1. Something Like a Bird  31:12
2. Farewell Farwell  6:57

## Rezeption
Scott Yanow vergab an das Album in Allmusic drei (von fünf) Sterne und meinte: „Es scheint, dass jeder in seinen letzten Jahren mit (oder zumindest für) Mingus spielen wollte; Musiker wie Lee Konitz, Charles McPherson, George Coleman, Mike Brecker, Ricky Ford, Pepper Adams, Randy Brecker, Jack Walrath und Slide Hampton, Jimmy Knepper, Larry Coryell und die Bassisten Eddie Gomez und George Mraz helfen bei dieser temperamentvollen, wenn auch überladenen Musik. Sie ist nicht unverzichtbar, aber auf jeden Fall farbenfroh.“